# 中国空軍進行曲
中国空軍進行曲（中: 中国空军进行曲）とは、中国人民解放軍空軍の部隊歌である。作詞は張士燮、閆粛、王剣兵、石順義、孟繁錦らが協同で行い、作曲は蘇任千が担当した。